# Paracymus confluens
Paracymus confluens är en skalbaggsart som beskrevs av Wooldridge 1966. Paracymus confluens ingår i släktet Paracymus och familjen palpbaggar. Inga underarter finns listade i Catalogue of Life.